# Ipomoea bonariensis
Ipomoea bonariensis är en vindeväxtart som beskrevs av William Jackson Hooker. Ipomoea bonariensis ingår i släktet praktvindor, och familjen vindeväxter. Inga underarter finns listade i Catalogue of Life.